# ستيوارت روبرتسون
ستيوارت روبرتسون (بالإنجليزية: Stuart Robertson)‏ (29 سبتمبر 1959 بغلاسكو في المملكة المتحدة - ) هو لاعب كرة قدم بريطاني في مركز الوسط. لعب مع كوين أوف ساوث ونادي إكزتر سيتي ونادي بريتشين سيتي ونادي بيرنلي ونادي دونكاستر روفرز ونادي فالكيرك ونادي دمبرتون ونادي ستيرلينغشير الشرقية ونادي ستيرلينغ ألبيون ونادي ألبيون روفرز وPollok F.C. ‏ ونادي آير يونايتد.